# Carl Simony
Carl Frederik Simony (født 28. april 1806, død 30. november 1872) var en dansk embedsmand og politiker. Han var uddannet jurist og bogholder; Gjorde embedsmandskarriere i indenrigsministeriet og valgtes til landstinget i 1849, hvor han sad til 1866. Fra 1858-1866 sad han også i rigsrådet. Han var nationalliberal og medstifter af Femtejuniforeningen.
Han var kultusminister i 1853 under ministeriet Bluhme I, men trådte tilbage i april 1853, da ministeriet Ørsted antog en mere udpræget konservativ karakter og kom i modsætning til rigsdagen. Da ministeriet Bang dannedes december 1854, indtrådte Simony, som imidlertid havde været departementschef i indenrigsministeriet, deri som justitsminister, hvormed han i kortere tidsrum forbandt porteføljerne for Kongerigets indenrigsministerium og ministeriet for de fælles indre anliggender. Han trådte tilbage sammen med C.C. Hall i december
1859 og blev kort efter amtmand over Københavns amt og Stiftamtmand for Sjællands stift, hvilken stilling han beholdt resten af sit liv. Fra 1866 ophørte han at være medlem af landstinget og deltog derefter ikke aktivt i det politiske Liv. — Simony var en fremragende dygtig embedsmand og administrator, medens han som politiker ikke spillede nogen fremtrædende rolle.
I januar 1864 var han kortvarigt minister for Slesvig i D.G. Monrads regering.
Han var amtmand i Københavns Amt 1860-72.